# TracenPoche
TracenPoche est un logiciel de géométrie dynamique libre. Il a été écrit en ActionScript sous Adobe Flash, il est très léger, et peut être utilisé sur Internet ou en local. TracenPoche est diffusé par Sésamath.

## Langage de script
Une des spécificités de Tracenpoche est la présence du script à côté de la figure.
Toute modification de la figure induit une modification du script, et toute modification du script induit une modification de la figure. Il y a donc lien dynamique entre le script et la figure elle-même. Ce lien dynamique est riche pédagogiquement car il permet de réaliser, par exemple, qu'un segment n'est pas seulement le trait qui apparaît sur la figure, mais c'est aussi la ligne de code correspondante dans le script, véritable définition mathématique dont la figure ne constitue qu'une simple représentation.

## Configuration
Tracenpoche peut être lancé dans de multiples configurations distinctes : choix des boutons, choix des commandes, taille des fenêtres, etc.

## Versions
Il existe aussi le programme Tepweb, un Tracenpoche plus léger, qui peut être inséré dans des pages html : on obtient ainsi des figures dynamiques.
Des composants (plugins) permettent d'intégrer facilement des figures réalisées avec TracenPoche dans des wikis (pmWiki par exemple) ou d'autres systèmes de publication en ligne (SPIP par exemple), ou dans des logiciels de traitement de textes spécialisés (WeM par exemple). Un convertisseur est prévu pour fournir des images dans TeX.
La macro OOoTeP permet d'intégrer dans OpenOffice.org 2 une figure en vectoriel issue de TracenPoche et de faire le retour vers TracenPoche pour la modifier.
Le programme Tepnoyau permet de développer des exercices de géométrie dynamique à partir d'une application Flash, comme c'est le cas dans MathenPoche.
Tout comme TracenPoche, Tepweb et Tepnoyau ne sont pas encore des logiciels libres, mais ont vocation à le devenir. En dehors de Tepnoyau pour l'instant réservé à MathenPoche, ces modules sont proposés pour une utilisation gratuite non commerciale.
La version TracenPoche, le CD publiée par l'éditeur Génération 5 a reçu le label Reconnu d'intérêt pédagogique 2007.